# Dunbaria punctata
Dunbaria punctata är en ärtväxtart som först beskrevs av Robert Wight och George Arnott Walker Arnott, och fick sitt nu gällande namn av George Bentham. Dunbaria punctata ingår i släktet Dunbaria och familjen ärtväxter. Inga underarter finns listade i Catalogue of Life.